# 渡辺一夫 (野球)
渡辺 一夫（わたなべ かずお、1949年11月17日 - ）は、宮城県出身のプロ野球選手。

## 経歴
東北福祉大学付属高等学校では、全国高校野球選手権大会宮城県予選二日目の一回戦、名取高戦でノーヒットノーランを記録。
長身から投げおろす本格派の速球投手で、縦の変化に富み，そのうえ落ちるカーブも鋭い。
1967年のドラフト会議で阪急ブレーブスに1位指名され入団したが、一軍の試合には1試合も出場できなかった。

## 詳細情報

### 年度別投手成績
- 一軍公式戦出場なし

### 背番号
- 32 （1968年 - 1970年）